# 高瀬神社 (守口市)
高瀬神社（たかせじんじゃ）は、大阪府守口市にある神社。式内社で、旧社格は村社。

## 祭神
- 主祭神 - 天之御中主神

## 歴史
社伝では、聖武天皇の勅願で行基によって高瀬里に創建されたものであるとする。ただし、主祭神の天之御中主神は当時の主神天照大神よりも古い神であることからもう少し時代を遡るとする説もある。現に、当社の付近から出土した流水文様の弥生式土器は西暦紀元前後の土器と推定され、この地では約二千年も前から祭祀が行われていたと推測されている。
行基年譜によれば、行基は高瀬付近で高瀬川（淀川旧流）に架けた高瀬大橋と、橋を管理する高瀬橋院（行基四十九院の一つ、高瀬寺。華厳宗。現在は浄土宗の常称寺に縁起が伝えられている。現在の高瀬寺とは異なるとされる）を建立し、当時の淀川南流（現在の古川筋）から高瀬川へ通ずる運河・大庭溝を開いており、高瀬寺は当社の宮寺としても機能したものらしい。昭和30年代には高瀬寺跡から飛鳥時代の古瓦が出土しており、聖徳太子が建立したとされる茨田寺がこれで、高瀬寺はその跡に創建されたのではないかとの説もある（守口市史本文編第1巻・昭和38年刊）。
また、当社は難波宮の鬼門に位置することから鬼門の守護神として崇敬されていたという。
延暦4年（785年）には早良親王が淡路国へ配流の途上、当社の付近である高瀬里で憤死している。
当社は延喜式神名帳に記載されている。
建治元年（1275年）、常称寺縁起によれば一遍が荒廃していた高瀬寺の伽藍を再興し、時宗に改宗したとされる。
南北朝時代には、当地の荘園・河内十七箇所は南朝と北朝との争奪の場となり、当社と高瀬寺は再び荒廃してしまうが、北朝の後光厳天皇の勅願により足利義満が高瀬寺を再興する。これは河内十七箇所で大きな勢力となっていた南朝方の来迎寺を抑えるためといわれる。
室町時代中期に河内国榎並荘に起こり、やがて五流能の一つ金春流に吸収された榎並猿楽（榎並座）の人々から当社は手厚い信仰を受け、芸の上達を祈願されたと伝えられる。
浄土真宗本願寺派の法主が8代蓮如の時、下仁和寺郷は本願寺派（一向宗）の勢力下に組み込まれる。同郷守口（この頃、森口よりこの表記が多く見られる）に寺内町が築かれる。後に大坂本願寺と織田信長との間で石山合戦が始まると、守口城（森口城）は大坂本願寺51塁の筆頭として信長に対抗した。そのため、当地は戦場となってしまい天正年間（1573年 - 1592年）に当社と高瀬寺は再び焼失し、衰徹してしまった。
江戸時代に入ると高瀬寺の後裔として常称寺が再興され、当社は貞享4年（1687年）に再興された。現在の社殿はこの時のものである。また、当社は江戸時代には八幡宮とも呼ばれていた。
明治時代になると、当社は村社に列せられている。
現在の社域は非常に狭く民家の壁が迫っている。京阪電鉄土居駅前商店街の南端に鎮座し、民家や商店街上に高く突き出した楠の巨木が神域の森の名残を残す。

## 境内
- 本殿 - 貞享4年（1687年）再建
- 拝殿 - 文化10年（1813年）
- 参集殿
- 社務所

### 摂末社
- 楠木稲荷神社

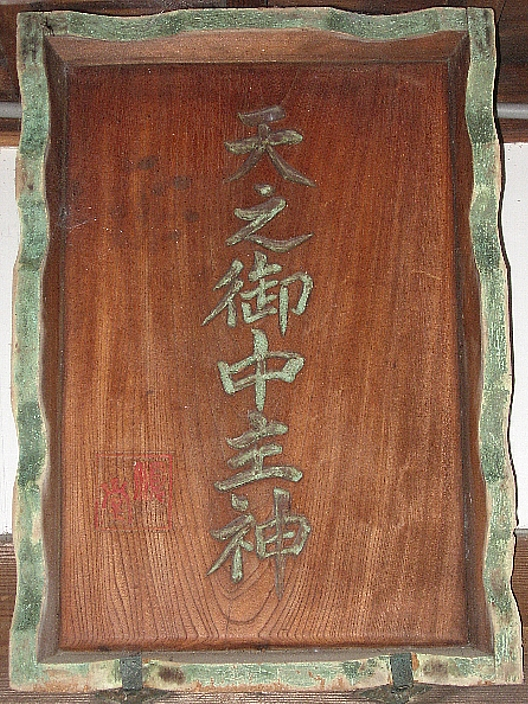
扁額

## 神事
- 歳亘祭：1月1日
- 初午祭：2月初午
- 夏祭：7月23日
- 御例祭：10月23日

## 所在地
- 大阪府守口市馬場町1丁目1-11

## アクセス
- 京阪電鉄 土居駅より徒歩約2分